# Bukowa Góra (Roztocze)
Bukowa Góra – wzniesienie na Roztoczu Środkowym o wysokości 310 m n.p.m., znajdujące się na terenie obszaru ochrony ścisłej Bukowa Góra, w ramach Roztoczańskiego Parku Narodowego. Punkt widokowy na pobliskie tereny Roztocza Środkowego oraz na położoną w malowniczym wąwozie wieś Sochy.
Stanowi rozległe wzniesienie, rozcięte od wschodu i zachodu suchymi dolinkami. Deniwelacje przekraczają 70 m. W jego obrębie zachowały się różnej wielkości fragmenty powierzchni wierzchowinowej o wysokości bezwzględnej 310–320 m.
W 1934 powstał tutaj pierwszy w pełni chroniony obiekt przyrodniczy w Ordynacji Zamojskiej – rezerwat Bukowa Góra.

## Szlak turystyczny
Przez wzniesienie przebiega oznaczona kolorem zielonym ścieżka przyrodnicza na Bukową Górę, prowadząca z Ośrodka Edukacyjno-Muzealnego Roztoczańskiego Parku Narodowego w Zwierzyńcu do Soch.

## Galeria

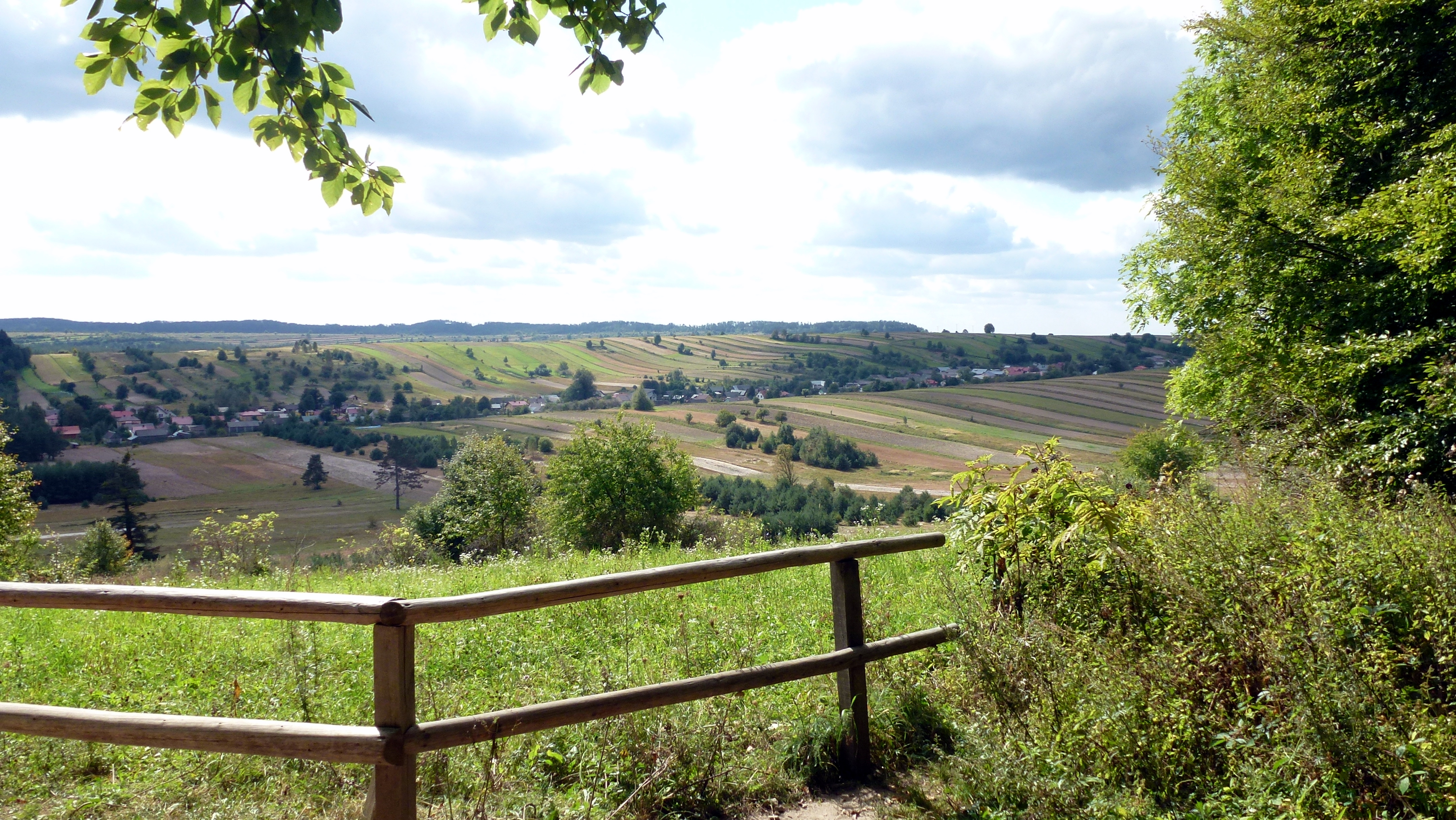
Widok z Bukowej Góry w kierunku Soch
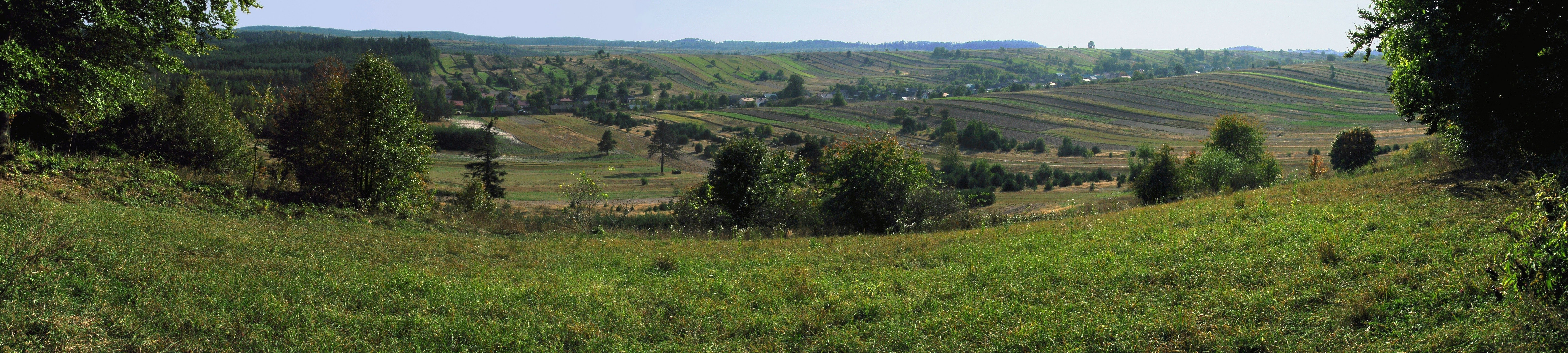
Panorama z Bukowej Góry na południe
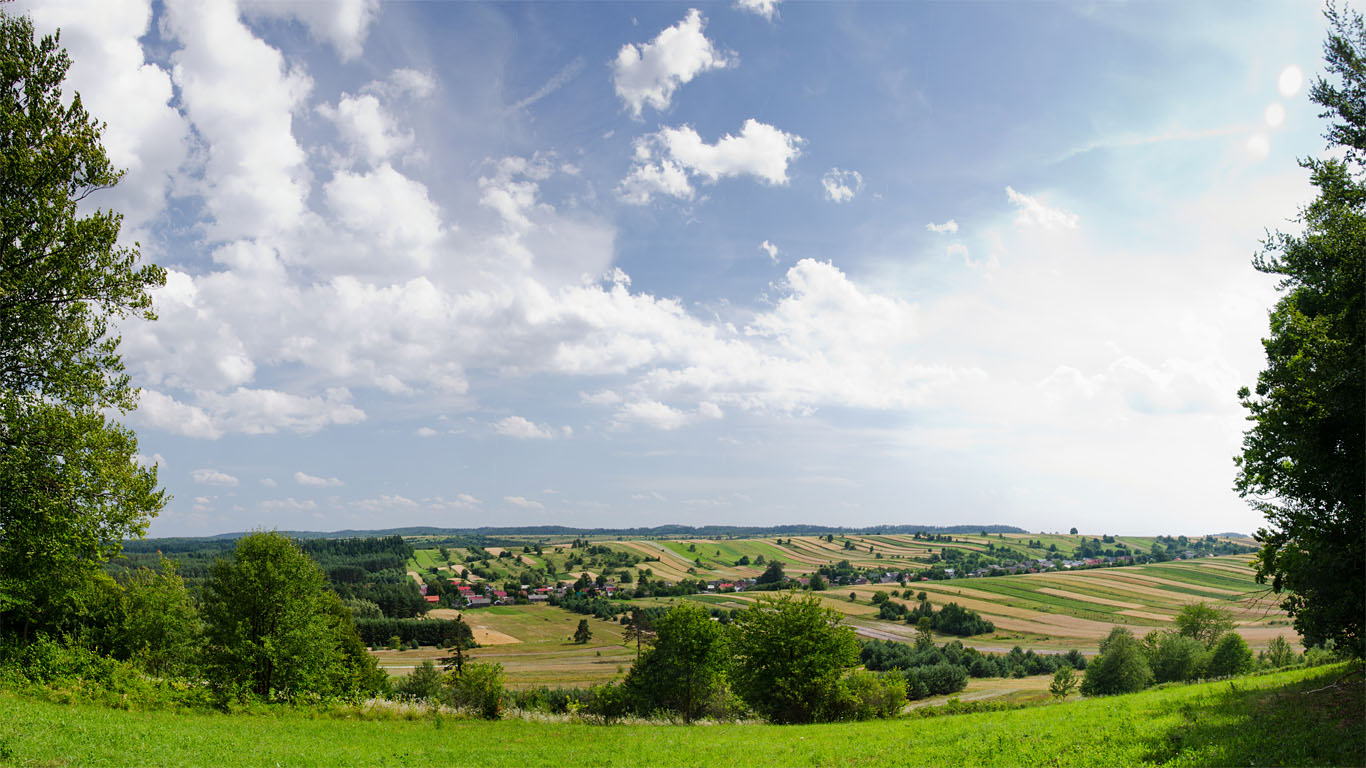
Widok z Bukowej Góry w kierunku Soch
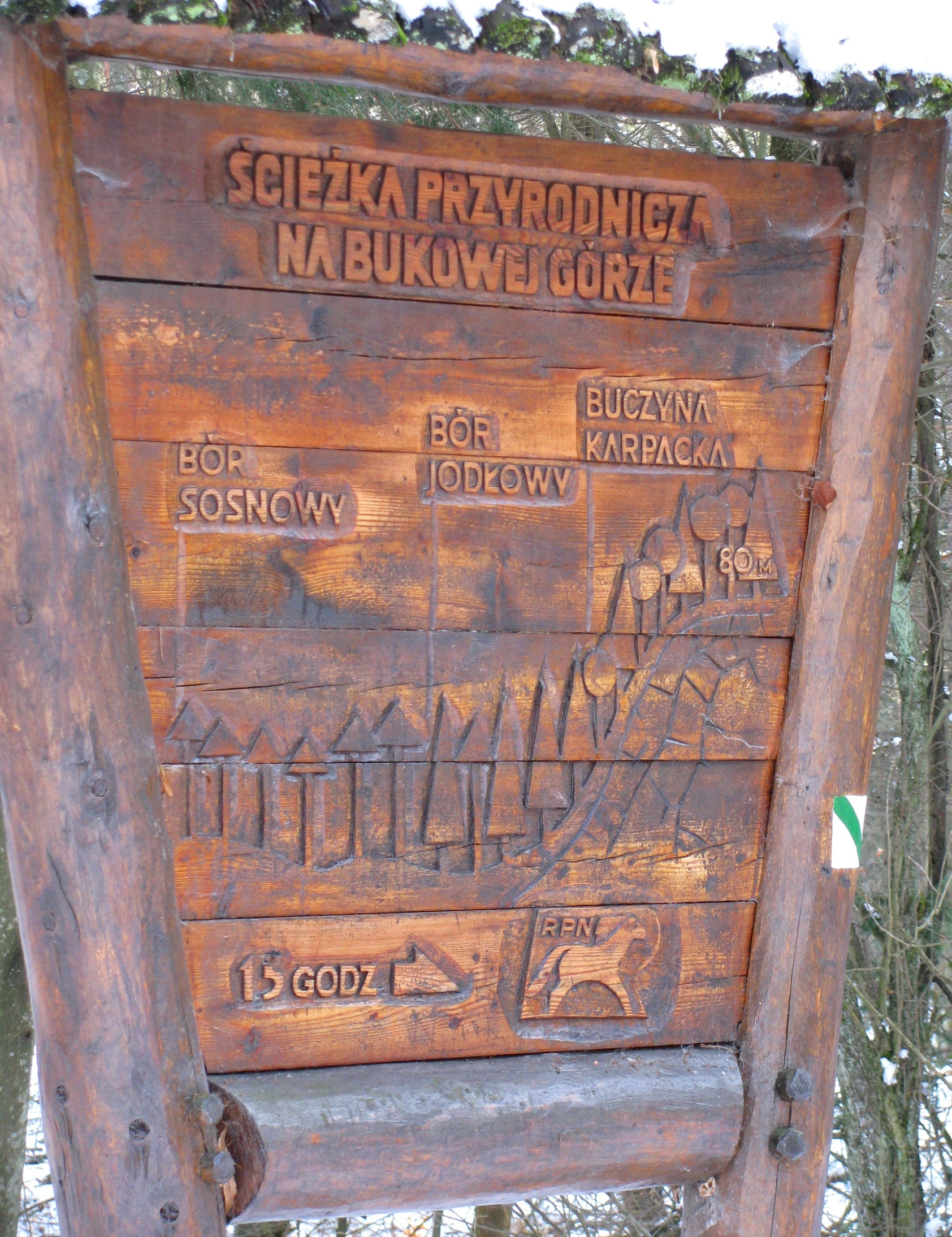
Profil terenu oraz rozmieszczenie zespołów leśnych wzdłuż ścieżki przyrodniczej
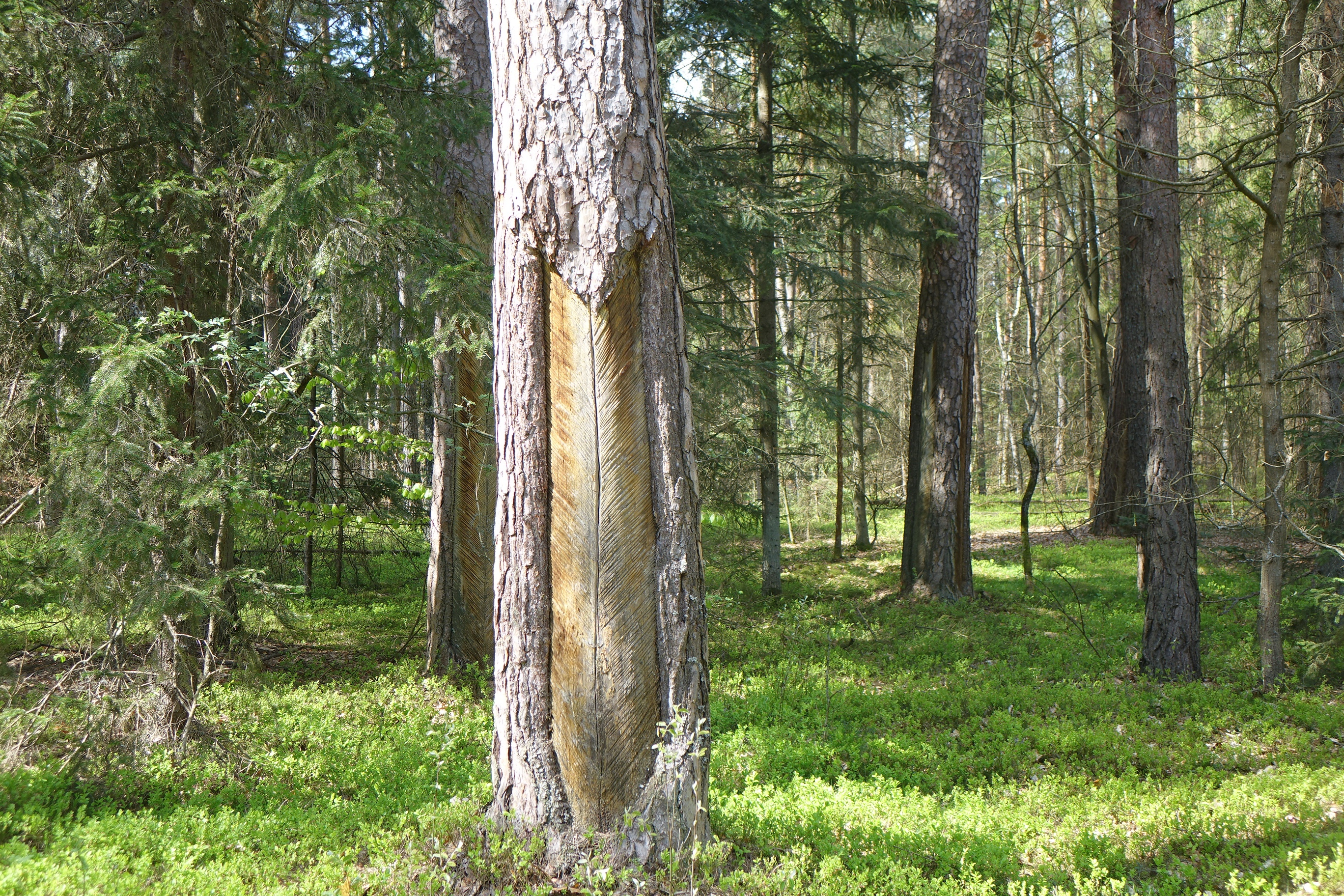
Żywicowanie sosny
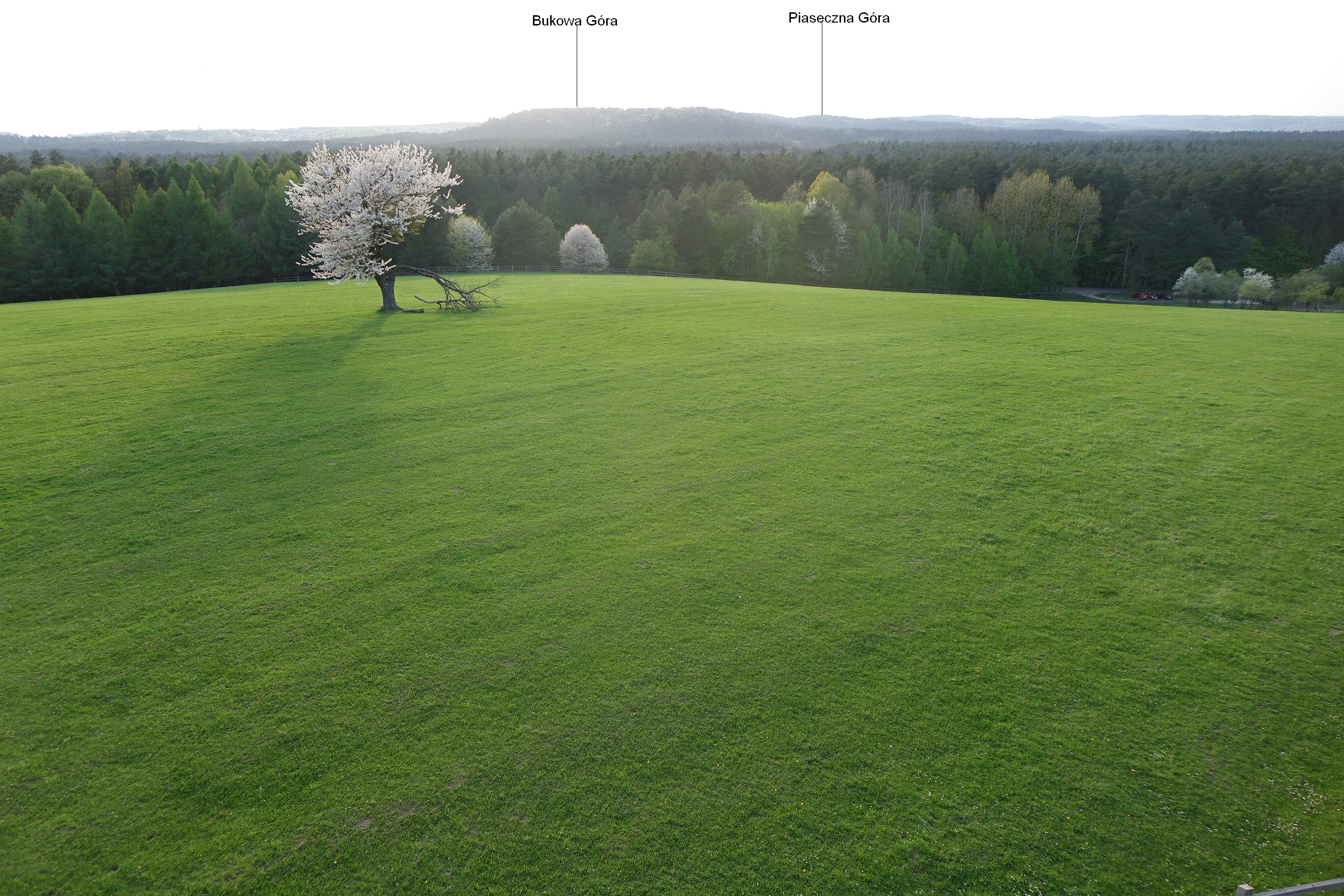
Widok na Bukową Górę z wieży widokowej na Białej Górze